# Кубілай Їлмаз
Кубілай Їлмаз (нім. Kubilay Yilmaz, нар. 9 липня 1996) — австрійський футболіст, нападник клубу «Спартак» (Трнава).
Виступав, зокрема, за клуби «Слован» (Відень) та «Зноймо».
Чемпіон Словаччини.

## Ігрова кар'єра
Народився 9 липня 1996 року. Вихованець юнацьких команд футбольних клубів «Слован» (Відень), «Рапід» (Відень) та «Зноймо».
У дорослому футболі дебютував 2011 року виступами за команду клубу «Слован» (Відень), в якій провів один сезон, взявши участь у 13 матчах чемпіонату. 
Своєю грою за цю команду привернув увагу представників тренерського штабу клубу «Зноймо», до складу якого приєднався 2014 року. Відіграв за команду зі Зноймо наступні три сезони своєї ігрової кар'єри.
З 2017 року захищає кольори команди клубу «Спартак» (Трнава).

## Титули і досягнення
- Чемпіон Словаччини (1):

«Спартак» (Трнава): 2017-2018
- Володар Кубка Словаччини (1):

«Спартак» (Трнава): 2018-2019